# Villaines-sous-Lucé
Villaines-sous-Lucé é uma comuna francesa na região administrativa do País do Loire, no departamento de Sarthe. Estende-se por uma área de 25.6 km². Em 2010 a comuna tinha 731 habitantes (densidade: 28,6 hab./km²).